# У раљама живота
У раљама живота је југословенска романтична комедија из 1984. године коју је режирао и написао Рајко Грлић по роману Дубравке Угрешић Штефица Цвек у раљама живота.

## Радња
Дуња је режисер телевизијске серије Штефица Цвек у раљама живота. Главна јунакиња серије је службеница жељна љубави. Њихове приче се паралелно одвијају и упркос различитим друштвеним срединама у којима живе постају све сличније. Затим се и у њиховим животима појављују дуго очекивани мушкарци пуни обећања.

## Улоге
| Глумац                   | Улога         |
| ------------------------ | ------------- |
| Горица Поповић           | Дуња          |
| Витомира Лончар          | Штефица Цвек  |
| Богдан Диклић            | Пипо          |
| Велимир Бата Живојиновић | Трокрилни     |
| Миодраг Кривокапић       | Сале          |
| Мира Фурлан              | Маријана      |
| Семка Соколовић-Берток   | тетка         |
| Предраг Манојловић       | Шофер         |
| Раде Шербеџија           | Интелектуалац |
| Кораљка Хрс              | Нена          |
| Бранка Цвитковић         | Соња          |
| Владимир Рубчић          | Мик           |
| Енес Кишевић             | Фрндић        |
| Радко Полич              | Јанез         |
| Зденка Хершак            | Пипова мама   |
| Младен Будишчак          |               |

## Награде
| Награде                                        | Награде                                         | Награде                      |
| Фестивал                                       | Категорија                                      | Награђени                    |
| ---------------------------------------------- | ----------------------------------------------- | ---------------------------- |
| 31. Филмски фестивал у Пули                    | Златна арена за режију                          | Рајко Грлић                  |
| 31. Филмски фестивал у Пули                    | Златна арена за музику                          | Бранислав Живковић           |
| 31. Филмски фестивал у Пули                    | Награда жирија публике                          |                              |
| 8. Фестивал филмског сценарија у Врњачкој Бањи | Награда за најбољи сценарио                     | Дубравка Угрешић Рајко Грлић |
| 19. Филмски сусрети у Нишу                     | Награда за главну женску улогу - Царица Теодора | Горица Поповић               |
| 19. Филмски сусрети у Нишу                     | Повеља за мушку улогу                           | Богдан Диклић                |
| 19. Филмски сусрети у Нишу                     | Награда за епизодну женску улогу                | Семка Соколовић Берток       |
| 19. Филмски сусрети у Нишу                     | Награда за епизодну мушку улогу                 | Велимир Бата Живојиновић     |
| 19. Филмски сусрети у Нишу                     | Награда за дебитантску улогу                    | Витомира Лончар              |
| Валенциа 1984.                                 | Велика палма, трећа награда жирија              |                              |

## Културно добро
Југословенска кинотека је, у складу са својим овлашћењима на основу Закона о културним добрима, 28. децембра 2016. године прогласила сто српских играних филмова (1911-1999) за културно добро од великог значаја. На тој листи се налази и филм "У раљама живота".